# Tinodes sigodana
Tinodes sigodana är en nattsländeart som beskrevs av Ross och Merkley 1950. Tinodes sigodana ingår i släktet Tinodes och familjen tunnelnattsländor. Inga underarter finns listade i Catalogue of Life.